# NGC 4197
NGC 4197 је спирална галаксија у сазвежђу Девица која се налази на NGC листи објеката дубоког неба.
Деклинација објекта је + 5° 48' 22" а ректасцензија 12h 14m 38,6s. Привидна величина (магнитуда) објекта NGC 4197 износи 12,8 а фотографска магнитуда 13,5. NGC 4197 је још познат и под ознакама UGC 7247, MCG 1-31-29, CGCG 41-52, IRAS 12121+0605, VV 520, VCC 120, FGC 1390, PGC 39114.